# اووه ارکنبرچر
اووه ارکنبرچر (انگلیسی: Uwe Erkenbrecher؛ زادهٔ ۱۴ نوامبر ۱۹۵۴) بازیکن فوتبال اهل آلمان است.
از باشگاه‌هایی که در آن بازی کرده‌است می‌توان به باشگاه فوتبال پادربورن و باشگاه ورزشی وردر برمن اشاره کرد.
وی همچنین در تیم ملی فوتبال جوانان آلمان بازی کرده‌است.